# Шадога
Шадога — деревня в Ершичском районе Смоленской области России. Входит в состав Поселковского сельского поселения. Население — 1 житель (2007 год). 
Расположена в южной части области в 14 км к северо-западу от Ершичей, в 12 км южнее автодороги А101 Москва — Варшава («Старая Польская» или «Варшавка»). В 7 км севернее деревни расположена железнодорожная станция Криволес на линии Рославль — Кричев. 

## История
В годы Великой Отечественной войны деревня была оккупирована гитлеровскими войсками в августе 1941 года, освобождена в сентябре 1943 года.